# Thomas Eßer

Thomas Eßer

Thomas Eßer, auch Thomas Esser (* 15. Mai 1870 in Schwerfen; † 29. November 1948 in Euskirchen) war ein deutscher Herausgeber und Politiker.

## Leben
Im Alter von fünf Jahren zog Eßer vom zu Zülpich gehörenden Schwerfen nach Euskirchen, wo er den Rest seines Lebens verbringen sollte. Von 1884 bis 1888 absolvierte er eine Buchdruckerlehre bei der Euskirchener Zeitung, wo er bis 1895 als Buchdrucker tätig war.
1895 eröffnete er ein Manufakturgeschäft. 1898 gründete er den Verein selbständiger Handwerker und Gewerbetreibender in Euskirchen und war ab 1900 bis 1923, als der Verein im „Mittelstandsamt“ und der Kreishandwerkerschaft aufging, sein Vorsitzender. 1899 wurde er Geschäftsführer, und von 1922 bis 1933 war er Vorsitzender des Rheinischen Handwerkerverbandes. 1900 gründete er außerdem die Euskirchener Spar- und Kreditgenossenschaft (heute Volksbank), die er bis 1933 leitete, und war von 1904 bis 1914 im Vorstand der Rheinischen Genossenschaftsbank. Im gleichen Zeitraum war er Herausgeber und Teilhaber der von ihm gegründeten Euskirchener Volkszeitung. 1904 wurde Eßer Vorstandsmitglied und 1908 Mitglied des Aufsichtsrates des Rheinischen Genossenschaftsverbandes, dessen Vorsitz er 1930 übernahm. Von 1912 bis 1931 war er außerdem Vorstandsmitglied der Handwerkskammer zu Köln.

## Politischer Werdegang
1906 bis 1924 war Thomas Eßer Stadtverordneter in Euskirchen (Zentrum). Von 1912 bis 1933 gehörte er dem Reichsvorstand der Zentrumspartei an, war von 1913 bis 1919 Mitglied im Euskirchener Kreistag und von 1918 bis 1924 Beigeordneter in Euskirchen. 1918 bis 1928 war Eßer Mitglied des Provinziallandtages der Rheinprovinz.
Von 1919 bis 1921 war er Mitglied der Verfassungsgebenden Preußischen Landesversammlung und 1921/22 Mitglied des Preußischen Landtages.
Ab September 1921 war er Mitglied des Reichstages, wurde im November 1926 Vizepräsident und vom 20. Mai 1928 bis 1933 erster Vizepräsident des Deutschen Reichstages in Berlin.
Am 2. Oktober 1925 ernannte ihn die Stadt Euskirchen zum Ehrenbürger.

## Zeit des Nationalsozialismus
Thomas Eßer verfasste zahlreiche Broschüren und Manuskripte über politische, gewerbliche und genossenschaftliche Themen. Er war auch ständiger Mitarbeiter von Tages- und Fachzeitungen.
Am 6. April 1933 wurde er wegen angeblicher Verfehlungen vom NS-Regime verhaftet und blieb bis zum 16. Mai im Kölner Gefängnis Klingelpütz inhaftiert. Am 7. Juni 1933 wurden ihm die Ehrenbürgerrechte der Stadt Euskirchen aberkannt. Da ihm Schreib- und Redeverbot erteilt wurde, schrieb er danach anonym diverse Romane und Geschichten.
Im September 1933 wurde er als Leiter der Euskirchener Gewerbebank zwangspensioniert.
Am 22. August 1944 wurde Eßer nach dem Attentat auf Hitler im Rahmen der Aktion Gewitter verhaftet und als Schutzhäftling zusammen mit Konrad Adenauer, Josef Baumhoff, Peter Schlack, Otto Gerig und Joseph Roth in das Arbeitserziehungslager in den Messehallen in Köln-Deutz überführt.

## Wiederherstellung der Würde
Am 16. April 1945 wurden ihm die 1933 aberkannten Ehrenbürgerrechte der Stadt Euskirchen wieder anerkannt.
1945 begründete Thomas Eßer mit anderen die CDU im Kreis und der Stadt Euskirchen. Er wurde Vorsitzender des beratenden Ausschusses bei der Militärregierung für den Kreis Euskirchen.
Neben der Ehrenbürgerwürde sind in Euskirchen eine der Kreisberufsschulen und in der Südstadt eine Straße sowie der Dorfplatz in Schwerfen nach Thomas Eßer benannt.